# Облигации внутреннего государственного валютного займа
Облигации внутреннего государственного валютного займа (ОВГВЗ) были выпущены в обращение на основании указа Президента РФ от 7 декабря 1992 года и постановления Совета министров — Правительства РФ № 222 от 15 марта 1993 года в счёт долгов Внешэкономбанка СССР (ВЭБ). Датой выпуска займа считается 14 мая 1993 года. Первоначально было выпущено 5 серий (траншей) облигаций с погашением через 1, 3, 6, 10 и 15 лет соответственно.
Первые два транша были погашены в срок, погашение третьего должно было состояться 14 мая 1999 года, но было отложено до 14 ноября вместе с купонными выплатами по остальным траншам.
В настоящее время (на 1 января 2017 года) долг по ОВГВЗ составляет 3,4 млн долл. США.
Облигации внутреннего займа широко практиковались и в СССР.